# Monte Cimet
Il Monte Cimet o Cemet (3020 m s.l.m) è una montagna della Catena Pelat-Frema-Grand Coyer nelle Alpi Marittime. Si trova nel dipartimento francese delle Alpi dell'Alta Provenza.

## Caratteristiche
Si trova all'interno del parco nazionale del Mercantour. Geologicamente è composta da rocce calcaree piuttosto disgregate.

## Incidente aereo del 1953
Nella notte tra il 1° e il 2 settembre 1953, un aereo Lockheed Constellation della compagnia Air France proveniente dall'aeroporto di Orly (Parigi) e con destinazione Saigon si schiantò contro le pendici del monte Cimet. Tutti i 42 occupanti del Volo Air France 178, di cui nove componenti dell'equipaggio e 33 passeggeri, tra cui il violinista Jacques Thibaud e il compositore René Herbin, entrambi francesi.